# Kevin Steen
Kevin Yanick Kolbert Steen (Saint-Jean-sur-Richelieu (Quebec), 7 mei 1984) is een Canadees professioneel worstelaar, die sinds 2014 actief is in de World Wrestling Entertainment (WWE) onder de ringnaam Kevin Owens. Steen is een voormalig WWE Universal Champion. Hij is tevens een drievoudig WWE United States Champion en een tweevoudig WWE Intercontinental Champion.
Steen debuteerde in 2000. Hij worstelde 14 jaar voor talloze onafhankelijke worstelpromoties onder zijn geboortenaam. Steen verkreeg pas nationale bekendheid in Ring of Honor. Hij was er vaste waarde tussen 2007 en 2014. Steen tekende vervolgens een contract bij WWE, waarna hij twee jaar ondergebracht werd in het programma NXT. Hij doopte zich prompt om tot Kevin Owens en kroonde zich tot NXT Champion. Het langverwachte debuut van Steen kwam er uiteindelijk tijdens een aflevering van de liveshow Monday Night Raw, op 18 mei 2015.

## Jeugdjaren
Kevin Steen groeide op in het Canadese stadje Marieville, gelegen in de provincie Quebec. Daar wordt vrijwel uitsluitend Frans gesproken. Steen heeft Canadees-Engelse roots. Hij leerde Engels toen hij in de jaren negentig wekelijks naar de worstelshow WWF Attitude: RAW is WAR keek. Hij was als kind erg sportief. Steen speelde als jonge tiener aanvankelijk American football, maar hij blesseerde zich op 11-jarige leeftijd. Na mislukte pogingen in het hockey, basketbal en honkbal, legde Steen zich medio jaren negentig volledig toe op een toekomstige carrière als professioneel worstelaar. Zijn jeugdidolen waren Kevin Nash en Shawn Michaels. Op zijn vijftiende werd Steen reeds opgeleid door de Frans-Canadese worstelaar Jacques Rougeau, die tijdens de jaren tachtig het mooie weer maakte in de WWF.

## Professioneel worstelcarrière (2000-)

### Onafhankelijk circuit & Ring of Honor (2000-2014)
Kevin Steen maakte zijn debuut op 7 mei 2000. Hij vierde die dag ook zijn 16de verjaardag. Steen worstelde voor verschillende Canadese promoties. Hij was 14 jaar lang freelancer en kwam tezelfdertijd uit voor meerdere organisaties. Zo streek hij neer bij International Wrestling Syndicate (IWS). Hij legde er de basis aan zijn vriendschap met Sami Zayn, die toen worstelde onder de ringnaam El Generico. Steen verschalkte El Generico en schreef het IWS World Heavyweight Championship op zijn naam. Steen werkte van 2000 tot 2007 naast IWS voor Combat Zone Wrestling (CZW) en Pro Guerrilla Wrestling (PGW). Tijdens zijn periode bij Pro Guerrilla Wrestling deelde hij even de ring met A.J. Styles. In 2007 besliste Steen een deal te sluiten met Ring of Honor. Hier stuitte hij opnieuw op zijn vriend Sami Zayn. De twee vormden even een gevreesd tag team, maar Steen verried zijn hartsvriend op het scherm. Dit veroorzaakte een brutale vete tussen beide worstelaars. Hij duelleerde nadien ook met Tyler Black (later bekend als 'Seth Rollins') en Joey Mercury.
Steen veroverde uiteindelijk het ROH World Heavyweight Championship. Hij versloeg in mei 2011 regerend kampioen Davey Richards. Steen behield vervolgens de titel tegen Jay Lethal en Terry Gerin (Rhino). Hij was twee jaar lang de onbetwiste kampioen. Op 5 april 2013 speelde Steen de titel kwijt aan Jay Briscoe. Het zou bij die ene keer blijven. Hij deed eind 2013 evenwel nog een nieuwe gooi naar het ROH World Championship. Steen nam toen deel aan een toernooi, maar werd in de halve finales geëlimineerd door Brian Kendrick. In februari 2014 verzekerde hij zich verrassend van een titelkans tegen kampioen Adam Cole. Steen verloor echter deze wedstrijd. Nadat hij op 17 mei 2014 verloor van Shinsuke Nakamura tijdens een co-productie van ROH en New Japan Pro Wrestling (NJPW), kondigde Steen aan dat hij Ring of Honor zou verlaten. Steen worstelde zijn laatste officiële wedstrijd voor ROH op 22 juni 2014 tegen Steve Corino. Steen sloot deze wedstrijd winnend af.

### World Wrestling Entertainment (WWE) (2014-)

#### NXT (2014-2015)
Steen zette in augustus 2014 zijn signatuur onder een contract bij World Wrestling Entertainment (WWE). Hij werd daarop door de federatie ondergebracht in het opleidingsprogramma NXT. Steen veranderde er zijn ringnaam in Kevin Owens, als eerbetoon aan de jong overleden Canadese worstelaar Owen Hart. Zijn beste vriend Sami Zayn arriveerde gelijktijdig in de WWE. Owens werd een keer NXT Champion. Hij klopte toenmalig titelhouder Zayn, nadat hij eerder twee keer van hem verloor. Hij verdedigde nadien met succes zijn titel tegen Finn Bálor. Owens' suprematie werd uiteindelijk gestopt door Samoa Joe. Hij leed zo voor het eerst sinds lange tijd een nederlaag. Bálor probeerde later nogmaals Owens' kampioenschap te pakken te krijgen. Deze keer had hij meer geluk. Owens werd door Bálor verslagen op het NXT-evenement The Beast in the East (2015) in Tokyo.

#### Hoofdtabel (2015-)
Hoewel Steen ook te zien was als NXT Champion in het programma Tuesday Night SmackDown! Live (dat toen nog uitgezonden werd op donderdagavond), waar hij op 4 juni 2015 de maat nam van Zack Ryder, maakte Owens zijn eerste officiële verschijning al tijdens Monday Night Raw op 18 mei 2015. Hij accepteerde toen een uitdaging van John Cena, die zijn collega's uitnodigde voor een titelkans op zijn WWE United States Championship, een zogeheten Open Challenge. Owens verloor, maar daagde Cena nadien uit. Cena ging akkoord, op voorwaarde dat hij zijn kampioenschap niet moest verdedigen. Owens won van Cena bij Elimination Chamber (2015). Die was echter vastberaden en eiste een herkansing. Owens suggereerde bij hun volgende wedstrijd het kampioenschap van Cena op het spel te zetten. Cena stemde in, maar Owens ging kansloos onderuit. De honger van Owens was niet gestild. Bij SummerSlam (2015) versloeg hij Ryback en kroonde zich tot WWE Intercontinental Champion. Het was de eerste van twee intercontinentale titels. De volgende kwam er na een gewonnen five-way tegen Tyler Breeze, Cody Rhodes, Dean Ambrose en Dolph Ziggler (februari 2015).
In augustus 2016 werd Steen voor de eerste keer in zijn carrière WWE Universal Champion. Hij haalde het van Colin Cassidy, Seth Rollins en Roman Reigns. Owens had evenwel een tussenkomst nodig van Hunter Hearst Helmsley ten nadele van Rollins. Hij werd de derde worstelaar - na Rollins en Finn Bálor - die zowel een kampioenschap won binnen NXT als Raw of SmackDown!. Owens bleef 188 dagen kampioen. Hij werd flagrant gevloerd door Bill Goldberg bij Fastlane (2017), met dank aan Owens' landgenoot Chris Jericho. Goldberg had er maar 22 seconden voor nodig. Owens was woedend op Jericho. Het kwam tot een confrontatie op WrestleMania 33 (2017). Owens claimde daar het WWE United States Championship van kampioen Jericho. Hij moest echter de titel enkele weken later alweer afstaan aan Jericho. Op 2 mei 2017, tijdens een aflevering van SmackDown!, heroverde Owens het United States Championship van Jericho en blesseerde hem na de wedstrijd.
Hij hield vervolgens A.J. Styles in bedwang. Owens zou de titel verliezen aan Styles in Madison Square Garden, wat gebeurde op 7 juli 2017. Hij trachtte het United States Championship te herwinnen, maar Owens werd gedwarsboomd door Shane McMahon. Het was het begin van een vete die ervoor zorgde dat Owens en McMahon elkaar troffen op WrestleMania 34 (2018). Steen - geflankeerd door zijn beste vriend Sami Zayn - nam het op tegen McMahon en Daniel Bryan, die voor het eerst sinds 2015 nog eens een wedstrijd met inzet worstelde. Steen en Zayn trokken echter aan het kortste eind. In de lente van 2018 slaagde Steen er niet in Seth Rollins te verslaan om het WWE Intercontinental Championship. Tijdens de zomer was Steen te zien in het programma Monday Night Raw, in een verhaallijn naast Braun Strowman.
In het najaar van 2018 raakte Steen wezenlijk geblesseerd aan de knie. Als dusdanig verdween hij even van het scherm. Owens keerde terug op 26 februari 2019 tijdens een aflevering van SmackDown!. Vince McMahon gebruikte zijn vetorecht en voegde Owens toe aan het main event van de pay-per-view Fastlane (2019) ter vervanging van Kofi Kingston, die eerst was gekozen als uitdager van regerend WWE-kampioen Daniel Bryan. Owens verloor van Bryan en Mustafa Ali, die eveneens aan de wedstrijd werd toegevoegd. 

## Privé
Hij trouwde in 2007 met Karina Elias. Steen vernoemde zijn zoontje Owen naar wijlen Owen Hart. Het koppel heeft daarnaast ook een dochter, genaamd Élodie Leila.